# Baranowskiella ehnstromi
Baranowskiella ehnstromi ist der kleinste bekannte Käfer in Europa. Er lebt nur in den Poren bestimmter  Arten der Feuerschwämme (Phellinus conchatus, Phellinus punctatus). Seine Länge beträgt ca. 0,45–0,55 Millimeter und seine Breite ca. 0,1 Millimeter.
Der Käfer wurde in Schweden, Finnland, Österreich, Deutschland, Norwegen und Tschechien beobachtet. Er wurde, zusammen mit der gesamten Gattung Baranowskiella, 1997 von dem Ptiliidae-Spezialisten Mikael Sörensson erstmals beschrieben und nach den Entomologen Rickard Baranowski und Bengt Ehnström benannt. Der Käfer hat ein einfaches schallerzeugendes Organ. Er kann fliegen und seine Nahrung besteht aus Pilzsporen.
In Deutschland wurde er im Nationalpark Harz und in Bayern beobachtet.